# 微绿苎麻
微绿苎麻（学名：Boehmeria nivea var. viridula）为荨麻科苎麻属下的一个变种。

## 扩展阅读
- 維基物種上的相關：微绿苎麻